# Banco de la República Oriental del Uruguay
O Banco da República Oriental do Uruguai (em castelhano:  Banco de la República Oriental del Uruguay), também conhecido como Banco República ou BROU, é um banco comercial estatal do Uruguai, fundado em 1896 sob a presidência de Juan Idiarte Borda.
O mais importante banco uruguaio, com o maior número de clientes, desempenha um papel dominante em empréstimos e depósitos no mercado uruguaio. Atualmente, possui 124 agências em todo o território nacional.